# Konstantin Tjernenko
Konstantin Ustinovitj Tjernenko (russisk: Константи́н Усти́нович Черне́нко, tr. Konstantín Ustínovitj Tjernénko; født 24. september 1911, død 10. marts 1985) var en sovjetisk politiker og Generalsekretær i Sovjetunionens kommunistiske parti. Han ledede unionen fra 13. februar 1984 til sin død i 1985.
Konstantin Tjernenko blev født den 24. september 1911 i Krasnojarsk kraj i Sibirien. Han blev medlem af Komsomol i 1926 og af SUKP i 1931. Efter en kort tjeneste som grænsevagt blev han karrierepolitiker i forskellige regioner, og i 1960 blev han hentet til Moskva. I 1971 blev han medlem af SUKP's Centralkomite og i 1978 blev han fuldt medlem af Politbureauet.
Han var af mange anset for at skulle være Leonid Bresjnevs efterfølger; men han blev forbigået, da Bresjnev døde i 1982, og Jurij Andropov blev valgt til generalsekretær. Grunden til dette var sandsynligvis, at der var en del kritiske røster i forhold til Bresjnev både i KGB og Den Røde Hær. Derfor faldt valget på Andropov, som havde været leder af KGB. Da Andropov døde efter kun 16 måneder, faldt valget på Tjernenko, selv om der var en del bekymring pga. hans dårlige helbred.
Under Tjernenkos styre fulgte Sovjetunionen igen den hårde linje fra Bresjnev-tiden. Den kolde krig blev endnu koldere, samtidig med at han forhandlede sig frem til en handelsaftale med Kina.
Grundet sit dårlige helbred var han nærmest ude af stand til at styre landet; men han fik stoppet de voldsomme personudskiftinger i partiet. Korruptionsbekæmpelsen, som Andropov havde sat i gang, blev også stoppet.
Tjernenko var bl.a. optaget af at få større tilslutning fra befolkningen, og han investerede derfor meget i forbrugsvarer, offentlige tjenester og landbruget.
Til gengæld fik dissidenterne det hårdere under hans styre.
Tjernenko døde den 10. marts 1985 og blev begravet i Kreml. Efter hans død blev hans private pengeskab åbnet af efterfølgeren Mikhail Gorbatjov. Der blev fundet nogle få personlige papirer og en masse penge. Endnu flere penge blev fundet i hans skrivebord. Hvad han havde tænkt sig at bruge dem til er stadig et mysterium.